# Jun Feng
Jun Feng aka Jimbut (født 1965) er en kinesisk digter, der siden har været bosat i Odense, Danmark og nu skriver og udgiver sine digte på dansk. 

Han er uddannet i matematik ved universitetet i Shanghai samt Mag.Art i filosofi ved SDU
Jun Feng er desuden oversætter og har blandt andet oversat Kierkegaard til kinesisk.

## Priser
Præmiereing fra Statens Kunstfond i 2011

## Eksterne referencer
- http://www.jimbut.com/
- http://www.arzig.dk Arkiveret 9. april 2012 hos  Wayback Machine

1. ↑  Navnet er anført på bokmål og stammer fra Wikidata hvor navnet endnu ikke findes på dansk.